# Al-Dżafra
Al-Dżafra (arab. الجفرة) – miejscowość w Syrii, w muhafazie Dajr az-Zaur. W 2004 roku liczyła 2178 mieszkańców.